# Joachim Vogel (Fußballspieler)
Joachim Vogel (* 4. März 1931; † 1984) war Fußballspieler im westsächsischen Lauter. Er begann bei der SG Limbach/Sa. in der Jugendabteilung mit dem Fußballsport. Mit der BSG Empor Lauter spielte er von 1952 bis 1954 in der DS-Oberliga, der höchsten Spielklasse im DDR-Fußball. Anschließend wechselte er zu Dynamo Dresden. Verletzungsbedingt beendete er frühzeitig seine Fußballerlaufbahn.

## Sportliche Laufbahn
Vogel gehörte nach dem Ende des Zweiten Weltkriegs zu den Sportlern, die im erzgebirgischen Lauter nach der Zerschlagung des SV Viktoria mit der SG Lauter den Fußballsport wieder belebten. Er erlebte 1950 die Gründung der Betriebssportgemeinschaft (BSG) Freiheit Wismut Lauter mit und deren Umbenennung 1951 in BSG Empor. Mit Gründung der DS-Liga zur Saison 1950/51 spielte er mit der BSG Freiheit Wismut in der 2. Liga des DDR-Fußballs und gehörte 1951/52 zu den Spielern der BSG Empor, die den Aufstieg in die höchste DDR-Fußballklasse, der DS-Oberliga, schafften. Obwohl er von den 22 Meisterschaftsspielen der Aufstiegssaison als Mittelstürmer nur 16 Begegnungen bestritt, war er mit 12 Treffern Torschützenkönig der Lauterer und somit maßgeblich am Aufstieg beteiligt. Als am Saisonende noch die Ligameisterschaft gegen die BSG Motor Jena gewonnen wurde, war Vogel in allen vier Endspielen (1:0, 1:5, 0:0 n. V., 3:0) mit von der Partie.
1952/53 startete Empor Lauter mit dem neuen Trainer Walter Fritzsch in die erste Oberligasaison. Auch unter Fritzsch gehörte der erst 21-jährige Vogel zur Stammelf und spielte vom ersten Spieltag an auf seiner angestammten Position als Mittelstürmer. Er bestritt 29 der 32 Meisterschaftsspiele, wurde erneut mit 12 Torerfolgen bester Schütze der Lauterer und landete damit auf Rang 10 der Oberligatorschützenliste. Mit Platz 10 unter 17 Mannschaften schafften die Westsachsen sicher den Klassenerhalt. Der neue Trainer Heinz Pönert verzichtete zunächst zu Beginn der Saison 1953/54 auf Vogel. Erst vom 12. Meisterschaftsspiel an kam Vogel wieder in die Mannschaft und kam bis zum Saisonende noch auf 12 Meisterschaftsspiele.
In den ersten Meisterschaftsspielen der Saison 1954/55 bestritt Vogel unter Trainer Oswald Pfau noch vier Punktspiele. Als im November 1954 die meisten Spieler von Empor Lauter zum neuen Sportclub Empor Rostock wechselten und die Lauterer Fußballsektion ihren Betrieb einstellte, beendete Vogel seine Laufbahn als Fußballspieler im Leistungsbereich. Während seiner Oberligazeit zwischen 1952 und 1954 hatte er 45 Punktspiele bestritten und dabei 20 Tore erzielt.